# Bigelow (Missouri)
Pour les articles homonymes, voir Bigelow.
Bigelow est un village du comté de Holt, dans le Missouri, aux États-Unis,. Situé au centre du comté, il est incorporé en 1868.

## Démographie
Lors du recensement de 2010, le village comptait une population de 27 habitants. Elle est estimée, en 2017, à 24 habitants.

## Source de la traduction
- (en) Cet article est partiellement ou en totalité issu de l’article de Wikipédia en anglais intitulé « Bigelow, Missouri » (voir la liste des auteurs).